# Militärförtjänstorden (Frankrike)
Franska militärförtjänstorden (franska: Institution du Mérite militaire) instiftades den 10 mars 1759 av Ludvig XV. Den skapades för att kunna belöna icke-katolska officerare inom den franska armén.

## Historia
Under 1700-talet fanns det i den franska krigsmakten regementen som bestod av svenska, tyska och schweiziska trupper, två av de mest kända är Les Cent Suiss (De hundra Schweizarna) samt Royal suédois. Många officerare inom dessa regementen var protestanter och inte katoliker, och de kunde därmed inte tilldelas olika utmärkelser eller ordnar. Exempelvis kunde endast Sankt Ludvigsorden tilldelas katolska officerare. Detta var bakgrunden till att Ludvig XV 1759 etablerade Institution du Mérite militaire.
Utmärkelsen utdelas i tre grader vilkas namn slogs fast 1785 såsom riddare, officer och storkors, vilket vara samma indelning som Sankt Ludvigsorden hade. Ludvig XV och Ludvig XVI var även noggranna med att bara dugliga officerare tilldelades orden, vilket gav den den hög prestige i sin samtid. De första storkorsen tilldelades den tyska generallöjtnanten Prinsen av Nassau-Saarbrücken, samt den Schweiziske fältmarskalken greve Waldner.
Under den Franska revolutionen 1791 slogs Militärförtjänstorden ihop med Sankt Ludvigsorden, och man skapade då Décoration militaire. 1792 utropades den Första franska republiken och avskaffades Décoration Militaire. Dock fortsatta Ludvig XVIII att utdela utmärkelsen under sin tid i exil. Den 28 november 1814 återskapades utmärkelsen på order av Ludvig XVIII. Den sista gången som utmärkelsen  tilldelades var 1829.

## Klasser och indelning
1. Riddare
2. Officer
3. Storkors

## Kända svenska mottagare
- Fredric Horn af Åminne - 1760
- Johan Frans Pollet - 1762
- Isaac Müller - 1775
- Claes Adam Wachtmeister - 1778
- Curt von Stedingk - 1779
- Otto Henrik Nordenskjöld - 1780
- Victor von Stedingk - 1780
- Axel von Fersen - 1781
- Georg Christian de Frese - 1781
- Johan af Puke - 1781
- Måns von Rosenstein - 1781
- Carl Fredrik Toll - 1782
- Arvid Virgin - 1783
- Aron Johan Dubordieu 1783
- Carl Gustaf von Liewen - 1787